# Ekonomika Estonska
Estonská ekonomika se v posledním desetiletí zařadila mezi nejvyspělejší na světě. Světová banka ji řadí do skupiny High-income economies (Vysoce příjmové ekonomiky). Dle Mezinárodního měnového fondu má Estonsko HDP na obyvatele v paritě kupní síly 20 584 USD (2007) a je tak čtyřicáté na světě. Estonsko bylo jednou z nejrychleji rostoucí ekonomik Evropy díky úspěšným reformám. Pro vysoký růst HDP v letech 2000–2007 bylo označováno za ekonomického tygra. V současnosti je však estonská ekonomika značně zasažena světovou finanční krizí.

## Ekonomický vývoj
Po získání nezávislosti v roce 1991 bylo Estonsko v tíživé ekonomické situaci – HDP se propadl o 30 %, roční inflace dosahovala 1 000 %, v zemi byl nedostatek pohonných hmot a potravin, 92 % zahraničního obchodu probíhalo s Ruskem.
Po volbách v roce 1992 se premiérem stal tehdy dvaatřicetiletý Mart Laar. Hlavními cíli jeho výrazně reformní vlády byly obnova hospodářství země (s pomocí výhradně nových strojů a technologií), monetární reforma (vlastní měna a vyrovnaný rozpočet), otevření ekonomiky (Trade not Aid, zrušení cel), privatizace, daňová reforma a důsledné uplatňování zákonů a předpisů. V roce 1992 byla uvedena do oběhu vlastní volně směnitelná měna – estonská koruna (eesti kroon, EEK), která nahradila rubl. Nová měna byla pevně svázána s německou markou v kurzu 8 EEK = 1 DEM. Poté, co Německo nahradilo marku eurem, byl kurz změněn na 15,6466 EEK za 1 euro. Následovala rozsáhlá privatizace, včetně privatizace telekomunikací, železnic
a energetiky, která v omezené míře pokračuje i nyní. V roce 1994 zavedlo Estonsko jako vůbec první země na světě rovnou daň z příjmu ve výši 26 %. V roce 2005 se sazba daně z příjmu právnických osob snížila na 24 %.
Nejhorším rokem pro estonské hospodářství od získání nezávislosti byl rok 1999, kdy v důsledku ruské krize z předchozího roku poklesl hrubý domácí produkt o několik procent. Do čela vlády se dostal opět Mart Laar a pokračoval ve svých liberálních reformách. V roce 2000 zavedlo Estonsko zvláštní zdanění firem – právnické osoby nemusejí daň z příjmu platit vůbec, pokud svůj zisk v zemi reinvestují. Daň je však stále platná v případě vyplácení dividend. V roce 2000 bylo v estonské ústavě zaručeno právo každého občana na přístup k internetu.
Další reformou Laarovy vlády byla elektronizace agend vlády a dalších státních úřadů. Z Laarových reforem vycházela i možnost elektronického hlasování poprvé použitá ve volbách 2007.
Od roku 2000 rostl HDP Estonska tempem okolo 7 % ročně až do roku 2007. V roce 2006 estonské hospodářství dosáhlo tempa růstu dokonce 11,4 %, což bylo nejvíce od doby obnovení nezávislosti.
Estonsko je členem Evropské unie (od května 2004) a Světové obchodní organizace (WTO, od roku 1999). V roce 2004 byla vyhotovena estonská podoba eura, jehož zavedení se původně plánovalo na 1. leden 2007, následkem níže popsaných potíží bylo však zavedeno až 1. ledna 2011 . Estonsko se v prosinci 2010 stalo 34. členským státem Organizace pro hospodářskou spolupráci a rozvoj (OECD) .

### Recese v roce 2008
Rychlý růst HDP a příjmů obyvatelstva vedl k výraznému zvýšení spotřebitelské poptávky, následné inflaci a současně k růstu schodku běžného účtu a zahraničního dluhu. Ekonomika se tak dostala na sestupnou fázi již před globální finanční krizí, o to prudčeji jí pak byla zasažena. V prvních dvou čtvrtletích 2008 se HDP Estonska snížil o 0,5 % a 0,9 % a Estonsko se tak stalo po Dánsku druhým státem Evropy, který ekonomická krize uvrhla do ekonomické recese. Meziročně estonské hospodářství oslabilo o 1,4 %, což je nejvíce od 3. čtvrtletí 1994. Zároveň jde o první meziroční propad od roku 1999. Ve 3. čtvrtletí 2008 se HDP Estonska propadlo o 3,3 %. Hlavními příčinami estonské recese byly kromě zhoršení výkonnosti světové ekonomiky také vysoká inflace (11,1 % v roce 2008), energetický cenový šok, snižující se spotřeba a padající trh realit, pokles přidané hodnoty průmyslové výroby a zhoršený přístup k úvěrům skandinávských bank. Estonská ekonomika v roce 2009 poklesla o 14,7 %, nicméně v roce 2010 rostla o 3,3 % a v roce 2011 o 8,3 % a stala se tak nejrychleji rostoucí ekonomikou EU v tomto roce (růst HDP EU27 v roce 2011: 1,5 %).

## Struktura ekonomiky
Estonské hospodářství je založeno převážně na službách, významný je zejména sektor informačních technologií, telekomunikace a bankovnictví. Z průmyslových oborů jsou nejdůležitější elektrotechnický, dřevozpracující a chemický průmysl, těžba ropných břidlic a stavba lodí. Významnou roli hraje též rybolov. Rychlý růst estonského hospodářství je podporován přísunem kapitálu ze skandinávských zemí. Přes estonské přístavy prochází i významná část ruského zahraničního obchodu, mimo jiné i ruská ropa.